# Taxisok Világa
A Taxisok Világa egy szakmai információs magazin Magyarországon. Megjelent havonta 1990 óta. Online változatban jelenik meg, korábban nyomtatottan is megjelent. 2020-ban Facebookon bejelentették a folyóirat megszűnését - aminek okát a koronavírus járványban jelölték meg - és hogy a lap archívuma egy ideig még elérhető lesz interneten.
A közlekedéssel, ezen belül elsősorban a személyszállítással foglalkozik.

## Kiadója, szerkesztősége
A folyóirat kiadója 1991-től a Q-Betax Kft., főszerkesztője Berkó Károly.
Szerkesztőség címe: 1097 Budapest, Könyves Kálmán körút 12-14. 2. em. 401.